# István Sándor
István Sándor, SDB (26. října 1914, Szolnok – 8. června 1953, Budapešť) byl maďarský římskokatolický řeholník kongregace Salesiánů Dona Boska a dělník, popravený během komunistického režimu v Maďarsku. Katolická církev jej uctívá jako blahoslaveného mučedníka.

## Život

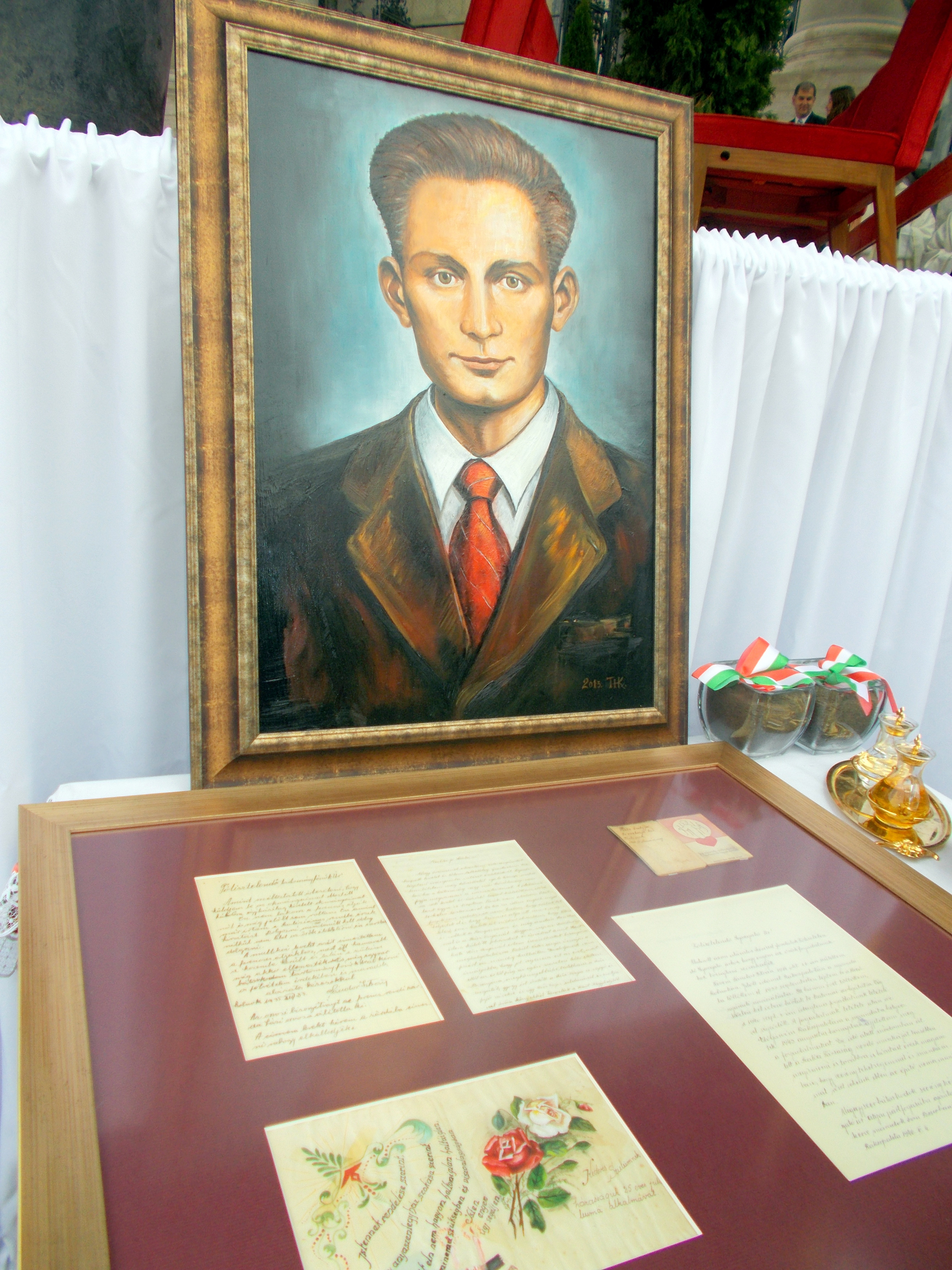
Portrét na jeho beatifikaci

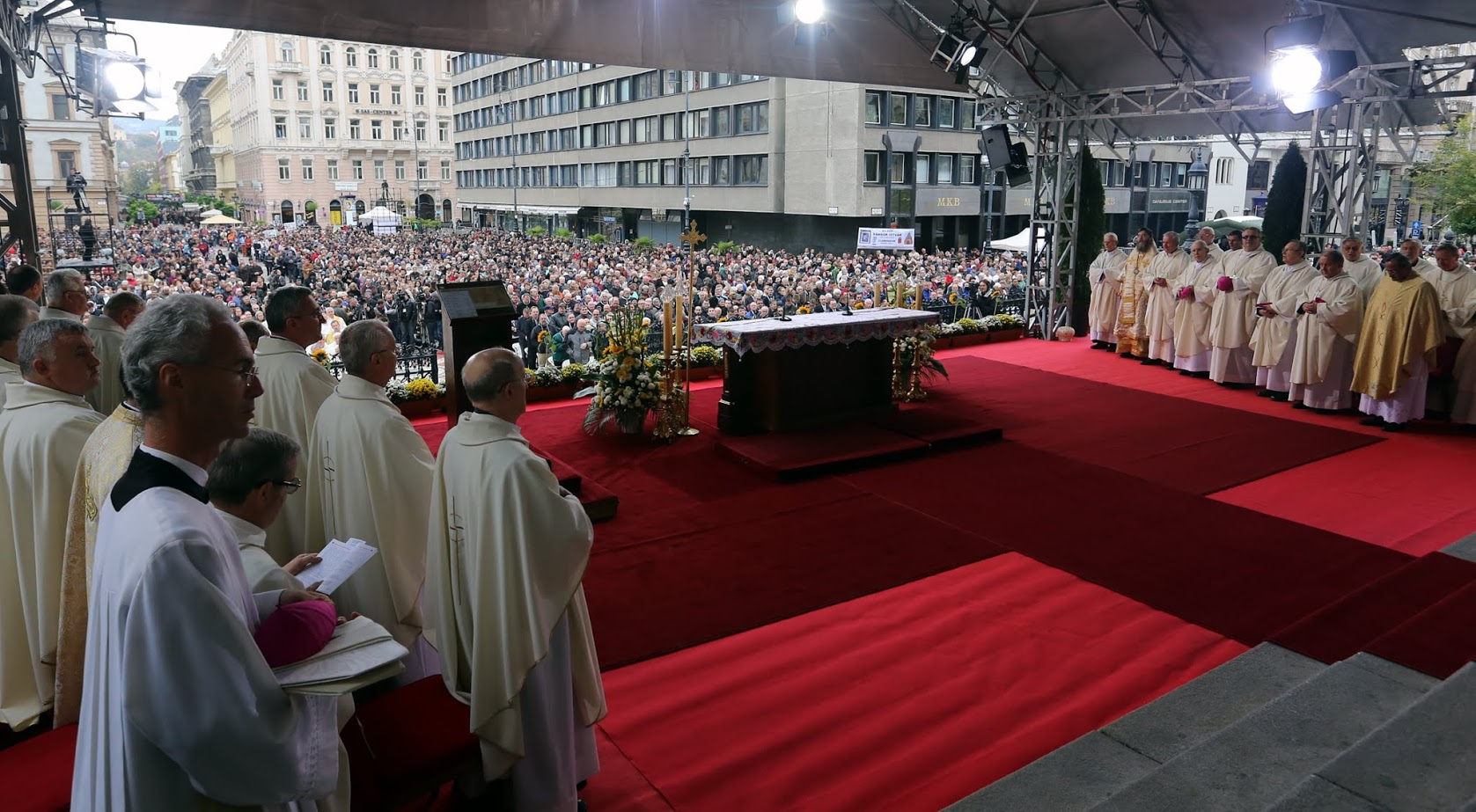
Jeho beatifikační obřad v Budapešti

Narodil se dne 26. října 1914 ve městě Szolnok během první světové války. Jeho otcem byl drážní dělník MÁV István Sándor, matkou Mária Fekete, která jemu a jeho dvěma mladším bratrům zajistila dobré vzdělání. Po dokončení základních a středních studií roku 1931 na odborné škole vyučil soustružníkem železa a kovářem mědi. Poté působil nejprve jako skladník a na krátkou dobu jako soustružník.
Roku 1936 odcestoval do Budapešti, aby se vyučil tiskařem v lisovně salesiánského řádu v Rákospalotě (předměstí Budapeště). Rozhodl se do řádu vstoupit a začal působit ve výchově dětí a mládeže (především ministrantů). V březnu roku 1938 dokončil své tiskařské učení. Téhož roku zahájil v obci Mezőnyárád svůj noviciát. Krátce nato však musel narukovat do armády. Dne 30. srpna 1939 pak znovu svůj noviciát zahájil a dne 8. září 1940 složil své první dočasné řeholní sliby.
O dva roky později musel kvůli druhé světové válce opět narukovat do armády. Zde pak působil v bojích jako dopisovatel a telegrafista. Sloužil v Délvidéku, Sedmihradsku, Felvidéku a také na břehu řeky Don. Za své statečné chování byl oceněn. Poté, co u Donu boje ustaly se jeho jednotka přesunula na západ do Německa, kde se na nějaký čas dostal do amerického zajetí.
Po návratu domů roku 1945 začal pracovat v řádovém tisku. Kromě toho se aktivně podílel na křesťanské výchově mládeže v hutí Katolická dělnická mládež v Rákospalotě. V této činnosti pokračoval i po roce 1946, kdy toto hnutí komunistická vláda zakázala. Dne 24. července téhož roku složil u salesiánů své doživotní řeholní sliby. Roku 1948 složil zkoušku z typografie. Kromě řádového tisku se také zabýval péčí o děti a mládež v sirotčinci v přilehlé budově.
Roku 1950 zakázala státní moc katolické řeholní řády, což postihlo i salesiánskou kongregaci. Jelikož nemohl veřejně působit, pořádal tajná setkání po bytech a výuku náboženství.
Koncem února roku 1951 se tajná policie ÁVH dozvěděla o části jeho ilegální činnosti. Tuto skutečnost se však dozvěděl, načež mu jeho spolubratři naplánovali útěk ze země. Na poslední chvíli si to však rozmyslel a rozhodl se v Maďarsku zůstat.
Změnil si jméno na István Kiss a tajně žil v bytě svého přítele. Začal také pracovat jako dělník v továrně společnosti Persilu Művek. Již roku 1952 byl však fakt, že István Kiss není jeho skutečné jméno veřejně známý.
Dne 28. července 1952 byl členem ÁVH zatčen a uvězněn. Ve věznici byl několikrát zbit. Během tajného soudním procesu od 28. do 30. října 1952 byl spolu s dalšími odsouzen k trestu smrti oběšením. Žádosti jeho a jeho několika spoluvězňů o amnestii byly dne 12. března 1953 zamítnuty. Trest byl vykonán dne 8. června 1953 v Budapešti. Jeho rodina byla o jeho smrti informována až roku 1955. Roku 1994 byl budapešťským soudem rehabilitován.

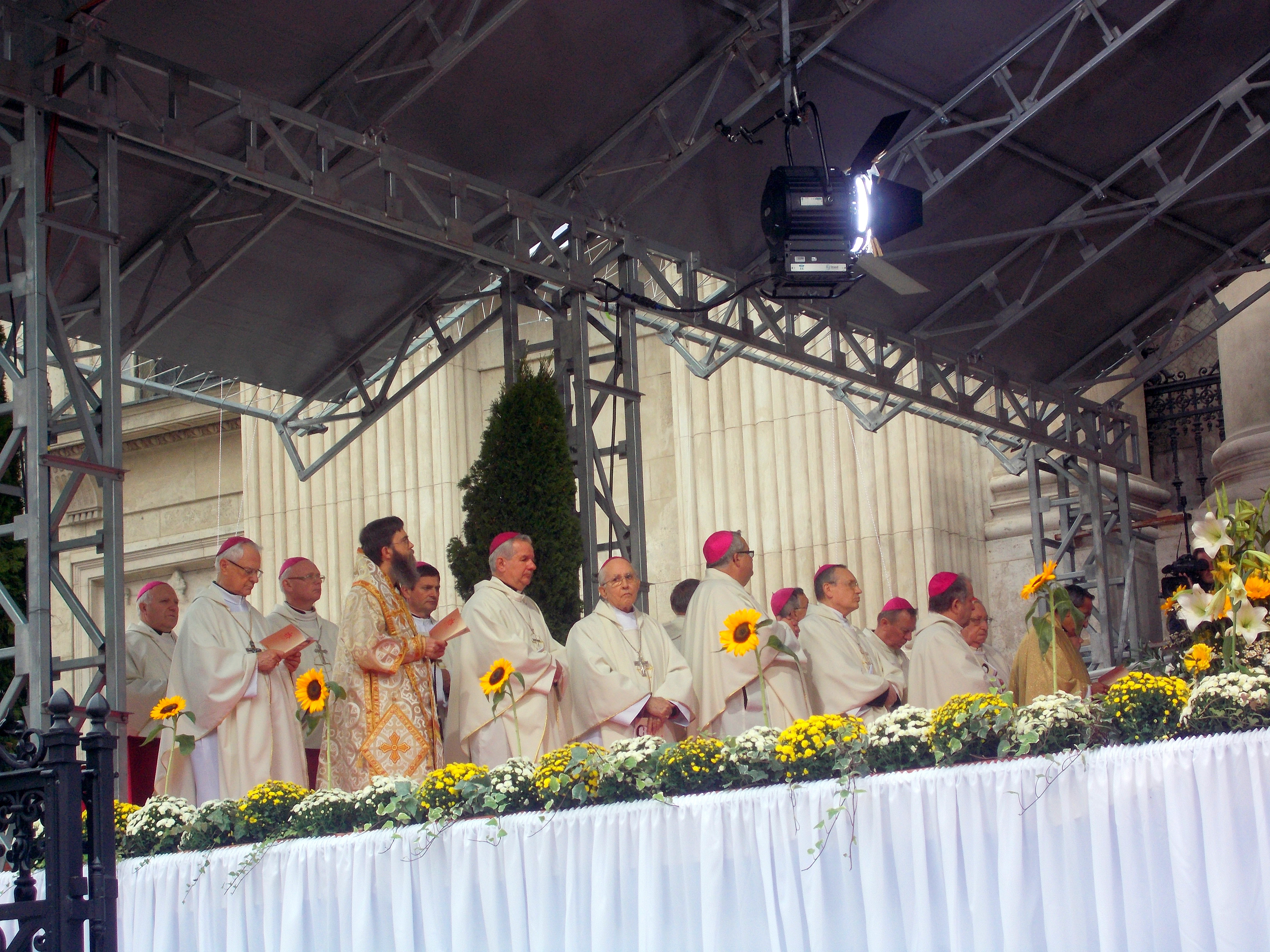
Biskupové na jeho beatifikaci

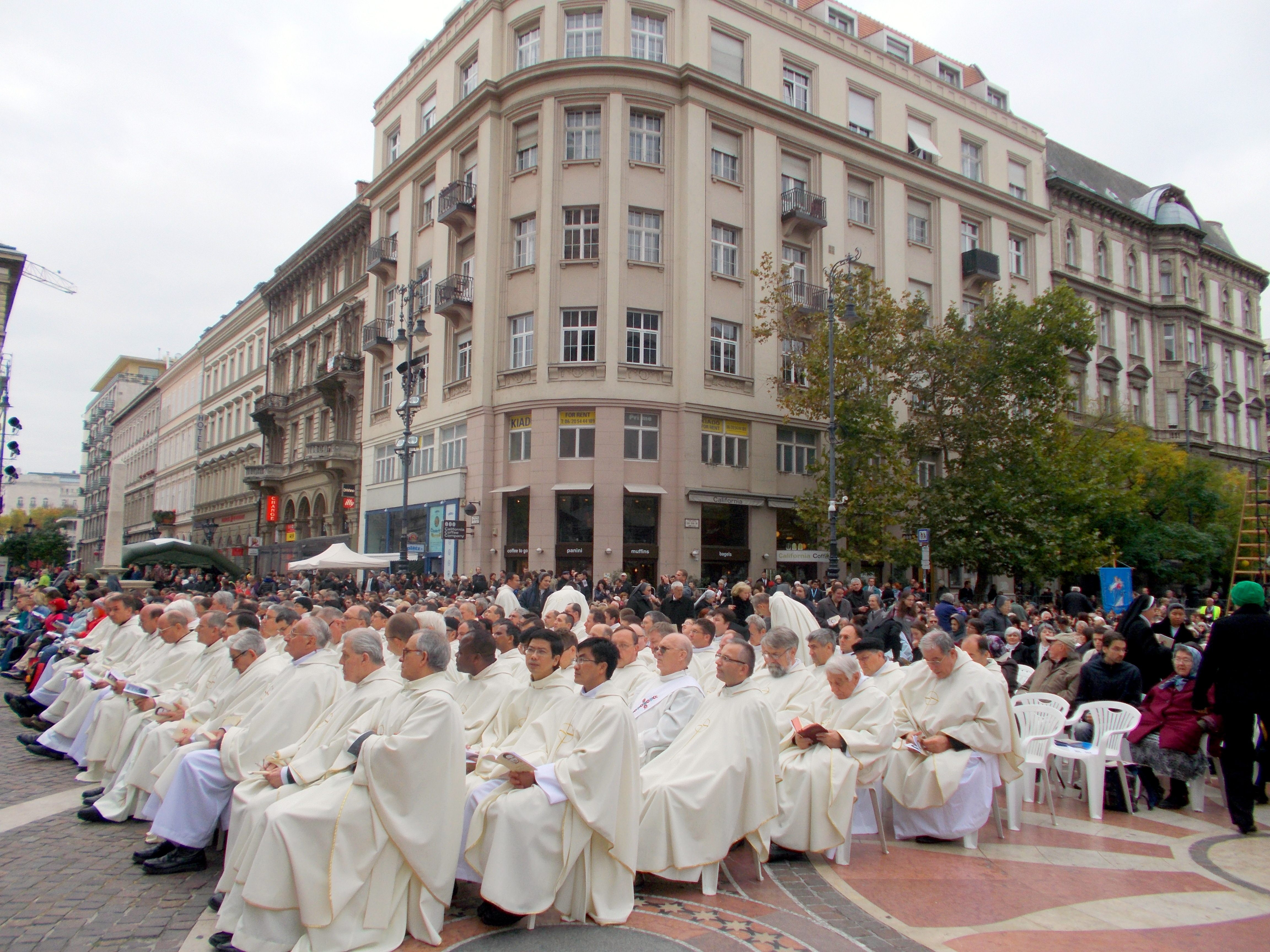
Kněží na jeho beatifikaci

Na hřbitově u kostela Nejsvětější Trojice byl vytvořen jeho kenotaf (skutečné místo pohřbení nebylo s jistotou známo). Dne 12. listopadu 2018 byly na Novém veřejném hřbitově v Budapešti exhumovány ostatky několika osob a roku 2019 bylo potvrzeno, je jedny z nich patří jemu.

## Úcta
Jeho beatifikační proces byl zahájen dne 24. května 2006. Dne 27. března 2013 podepsal papež František dekret o jeho mučednictví.
Blahořečen pak byl dne 19. října 2013 na náměstí před bazilikou sv. Štěpána v Budapešti. Obřadu předsedal jménem papeže Františka kardinál Angelo Amato.
Jeho památka je připomínána 8. června. Je patronem studentů, katolické akce, dělníků, ministrantů, žáků a Maďarska.

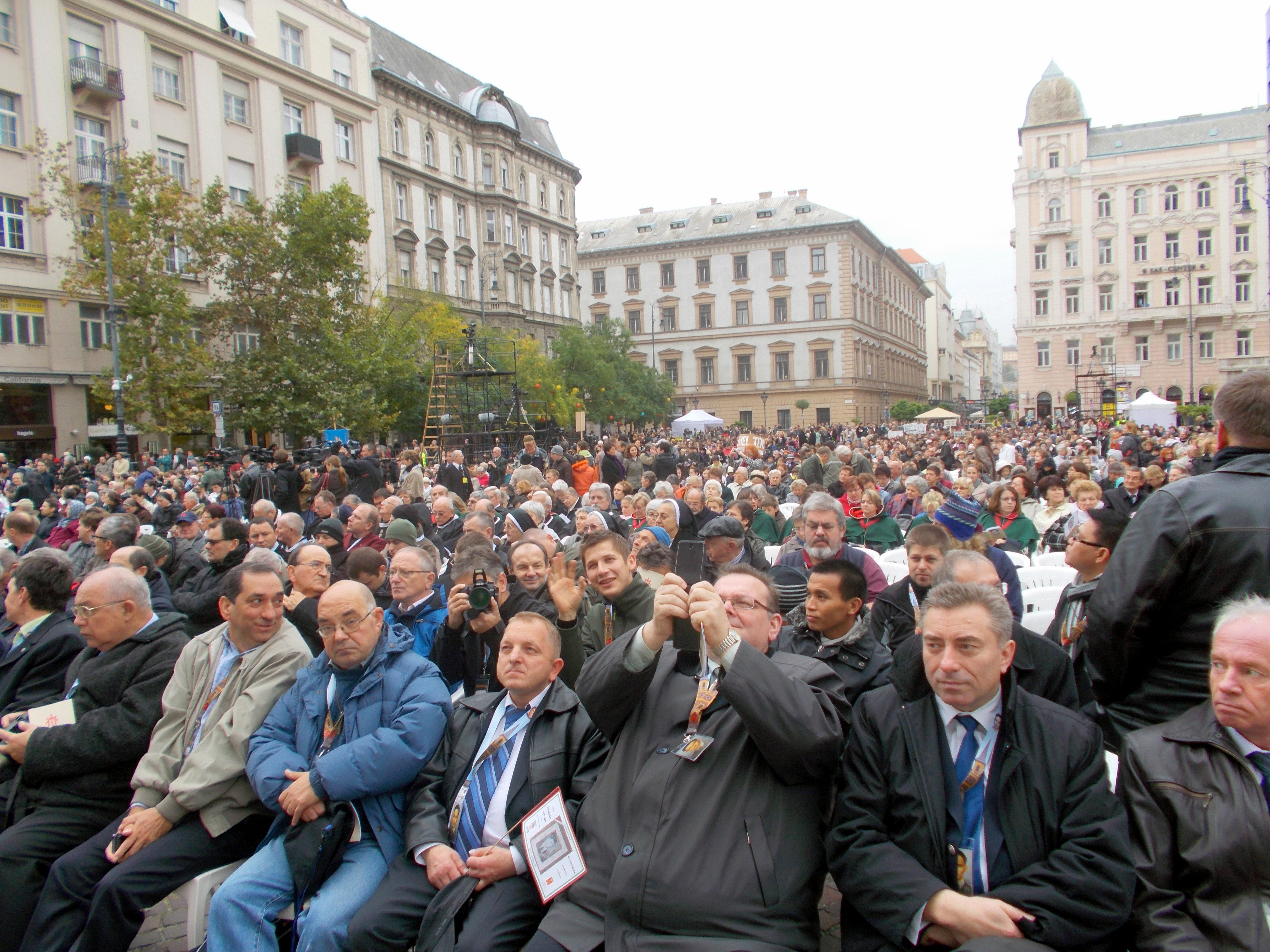
Lidé na jeho beatifikaci